# Пам'ятник військовим льотчикам (Київ)
Пам'ятник військовим льотчикам у Києві встановлено у парку Слави на Дніпровському узвозі неподалік від Меморіалу  Вічної Слави на могилі Невідомого солдата (між Площею Слави та Аскольдовою могилою). Скульптор — Володимир Щур.

## Історія
Відкритий 6 листопада 2001 в переддень 58-ї річниці визволення Києва від нацистських військ. У церемонії відкриття пам'ятника взяв участь прем'єр-міністр України Анатолій Кінах, а також представники уряду, Верховної ради, Київської міської державної адміністрації. 
Пам'ятник присвячений військовим льотчикам, загиблим при звільненні України. Фігура пам'ятника списана з Леоніда Бикова: він зображений в своєму найвідомішому сценічному образі — командира ескадрильї капітана Олексія «Маестро» Титаренка з кінофільму В бій ідуть самі «старі». За словами міського голови Києва Олександра Омельченка, «талановитий актор втілив у своїй ролі в цьому фільмі образ військового льотчика часів Німецько-радянської війни. Напис на постаменті: «Військовим льотчикам присвячується. Леонід Биков». Таким чином, пам'ятник військовим льотчикам є одночасно пам'ятником Народному артисту України Л. Бикову, загиблому в автокатастрофі неподалік Києва. Найчастіше пам'ятник військовим льотчикам також називають пам'ятником Леоніду Бикову. 

## Галерея

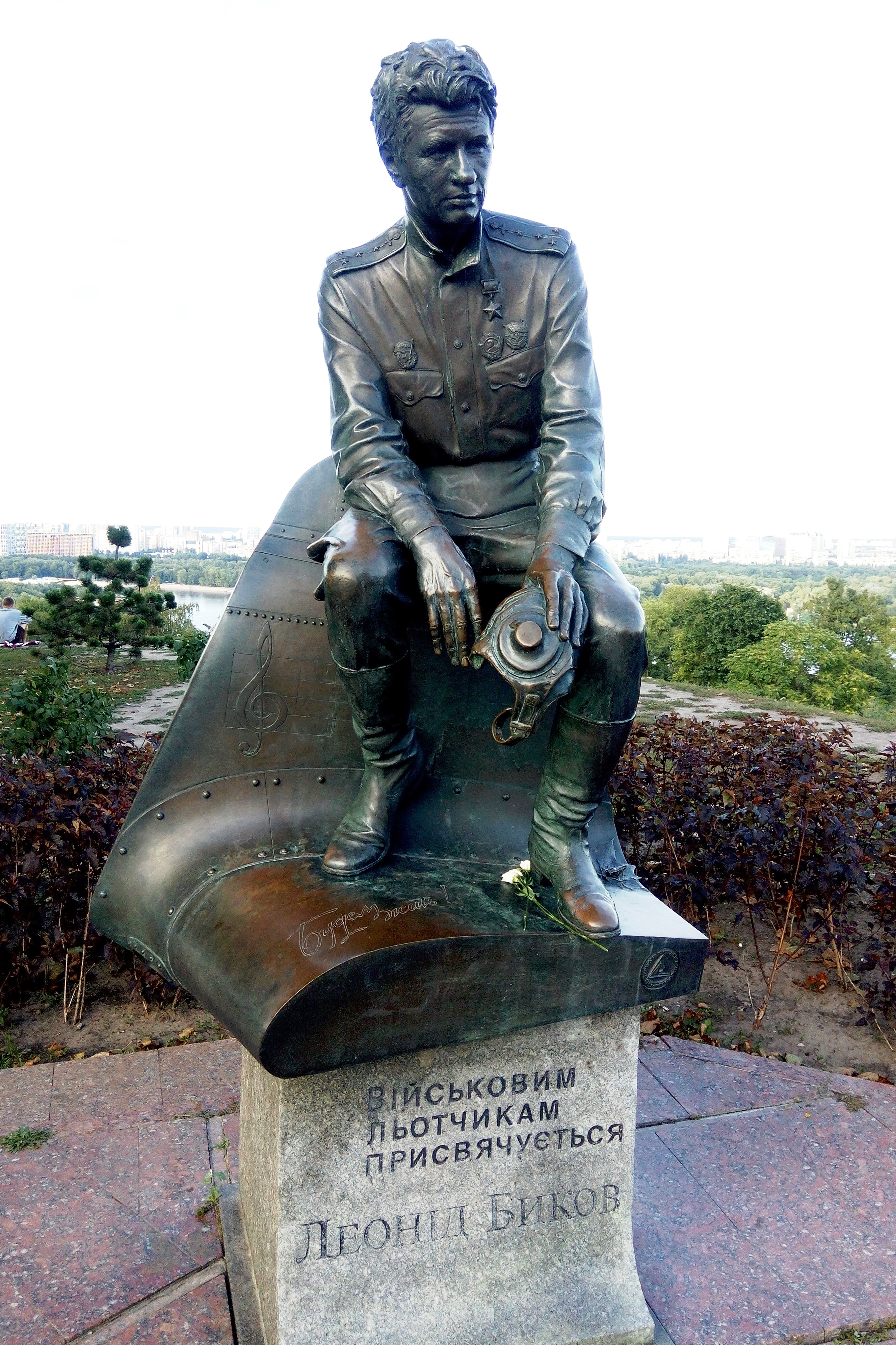
Пам`ятник Леоніду Бикову
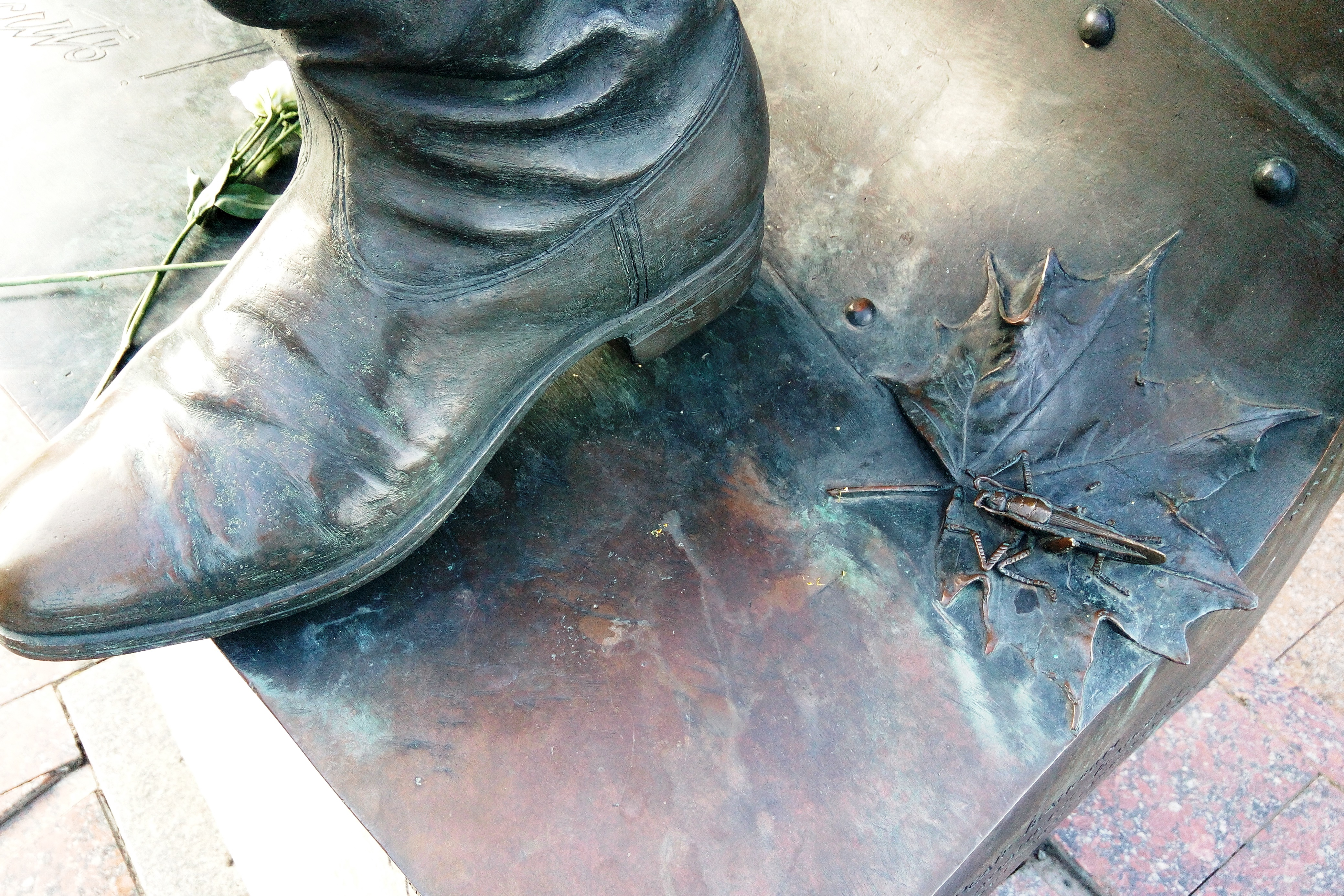
Коник біля ноги